# Die Tribute von Panem
Die Tribute von Panem (Originaltitel: The Hunger Games (deutsch: Die Hungerspiele)) ist eine dystopische Romanreihe der US-amerikanischen Schriftstellerin Suzanne Collins. Im Original erschienen die Romane zwischen 2008 und 2025. Die deutschen Übersetzungen von Sylke Hachmeister und Peter Klöss wurden erstmals zwischen 2009 und 2011 im Oetinger-Verlag veröffentlicht und 4,7 Millionen Mal verkauft. Laut Scholastic wurden weltweit über 100 Millionen Bücher der Reihe verkauft. Die ersten drei Bände wurden von 2012 bis 2015 als Die Tribute von Panem verfilmt. Daneben veröffentlichte Funtactix im April 2012 mit The Hunger Games Adventures die Online-Rollenspielumsetzung des Buches.
Die Romantrilogie ist vollständig im Präsens in der Ich-Form aus der Perspektive der jugendlichen Protagonistin Katniss Everdeen geschrieben (autodiegetisches Erzählen). Katniss erzählt und kommentiert fortlaufend, was gerade geschieht, was sie tut, erlebt, denkt und fühlt. Sie reflektiert dabei stets auch ihre eigene Position und Handlungsweise. Der innere Monolog von Katniss steht in starkem Kontrast zur spektakulären, oft schnellen und gewaltsamen Handlung. Dieser Kontrast zwischen Erzählweise und Handlung erzeugt zusätzlich zur Dynamik eine erzählerische Spannung.
Im Mai 2020 wurde ein vierter Band in Form eines Prequels veröffentlicht, der also zeitlich vor den ersten drei Bänden angesiedelt ist. Der englische Titel lautet The Ballad of Songbirds and Snakes, in der deutschen Übersetzung Das Lied von Vogel und Schlange. Protagonist des ersten Prequels ist der hier noch jugendliche spätere Präsident von Panem, Coriolanus Snow. Im März 2025 erschien mit dem zweiten Prequel Sunrise On The Reaping der fünfte Teil der Buchreihe (in der deutschen Übersetzung Die Tribute von Panem. Der Tag bricht an). Hauptfigur ist der Ich-erzähler Haymitch Abernathy, der spätere Mentor von Katniss und Peeta.

## Panem
Die Tribute von Panem spielt in einer nicht näher definierten Zukunft, nachdem Nordamerika durch Kriege und auch Naturkatastrophen größtenteils zerstört worden ist. Aus den Trümmern entstand die diktatorische Nation Panem, die ursprünglich aus dem regierenden reichen Kapitol und 13 umliegenden ärmeren Distrikten bestand. Der Name des Landes Panem leitet sich vom Ausspruch Panem et circenses (lat. ‚Brot und Spiele‘) des römischen Dichters Juvenal ab. Mit Brot und Spielen sollten die Römer davon abgehalten werden, gegen den Staat aufzubegehren.
Schließlich kam es in Panem wegen der immer größeren Ausbeutung der Menschen zu einem Aufstand der Distriktbewohner gegen das Kapitol. Dieser wurde jedoch niedergeschlagen, wobei Distrikt 13 den Verlautbarungen der Regierung nach vollständig vernichtet wurde. Als Mahnung für die Distrikte führten die Herrschenden die sogenannten Hungerspiele (siehe unten) ein. Diese sollen die Distrikte einschüchtern und daran erinnern, dass sie der Macht der Regierung schutzlos ausgeliefert sind.

### Kapitol
Das Kapitol ist die Hauptstadt von Panem und wird direkt von Präsident Coriolanus Snow regiert. Das Kapitol liegt irgendwo in den Rocky Mountains und wird von einem großen Flusskraftwerk mit Strom versorgt. Seine Bewohner sind die reichsten Bürger von Panem. Sie leben, verglichen mit den meisten Menschen in den Distrikten, in dekadentem Luxus. Alle Tribute (eine Art Gladiatoren, Erklärung im Abschnitt Hungerspiele) werden zu den Hungerspielen ins Kapitol geholt, um dort trainiert und präsentiert zu werden. Für die Bewohner der Hauptstadt stellen die Spiele ein großes Vergnügen und die wichtigste Veranstaltung des Jahres dar.

### Distrikte
Der Rest Panems ist in verschiedene, unterschiedlich große Distrikte (Bezirke) eingeteilt, die jeweils auf bestimmte Produkte wie zum Beispiel Stromerzeugung oder Fischerei spezialisiert sind. Diese Spezialisierung ermöglicht dem Kapitol, größere Kontrolle über die einzelnen Bezirke auszuüben, da keiner autark ist, allerdings sind verschiedene Distrikte unterschiedlich mit Luxusgütern ausgestattet. Die Distrikte haben keine Namen, sondern Nummern. Beispielsweise versorgt Distrikt 7 die anderen Distrikte mit Holzprodukten. Insgesamt gibt es in Panem 13 Distrikte, wobei der dreizehnte, der Kernwaffen hortet, bis Mockingjay als zerstört gilt. Distrikt 12, die Heimat der Protagonistin Katniss Everdeen, wird für die Kohlegewinnung genutzt. Da dieser Distrikt sehr arm ist, können in den Bergwerken nicht genügend Sicherheitsvorkehrungen getroffen werden und viele Arbeiter sterben in den Minen. Distrikt 1 ist der wohlhabendste Distrikt; dort werden Luxusgüter hergestellt. Die Distrikte sind unterschiedlich weit von der Hauptstadt entfernt – je kleiner die Nummer, desto näher am Kapitol. Die Revolutionsgefahr und damit die Unterdrückung durch die Soldaten steigt daher mit der Entfernung zur Hauptstadt.

### Hungerspiele
Jedes Jahr werden aus jedem der zwölf Distrikte je ein Mädchen und ein Junge im Alter zwischen 12 und 18 Jahren ausgelost, die so genannten Tribute, die sich in einer Freilichtarena bis auf den Tod bekämpfen müssen, bis nur noch ein Tribut übrig ist. Die Spiele werden im Fernsehen und auf Leinwänden in ganz Panem übertragen, und die Bewohner der Distrikte werden gezwungen, die Hungerspiele als Fest zu feiern.
Bevor die Spiele beginnen, findet eine Wagenparade zum Trainingscenter der Tribute und ein dreitägiges Training mit den anderen Tributen statt. Anschließend werden Einzelvorführungen durchgeführt und die Spielmacher schätzen die Gewinnchance jedes Tributs auf einer Skala von 0 bis 12 ein. Zum Schluss werden alle Tribute in einer öffentlichen Veranstaltung drei Minuten lang interviewt. Durch die oben genannten Veranstaltungen versuchen die Tribute, Sponsoren von sich zu überzeugen, die ihnen in der Arena per Fallschirm teure Geschenke wie Nahrung oder Medizin zukommen lassen können, um ihre Überlebenschance zu erhöhen.
In der Arena werden die Tribute schließlich auf kreisförmig angeordneten Metallplatten ausgesetzt, in deren Mitte ein Füllhorn liegt. Sie haben zunächst eine Minute Zeit, um sich in der Arena zurechtzufinden. In dieser Zeit dürfen die Tribute die Metallplatten nicht verlassen, andernfalls werden sie von Minen in die Luft gesprengt. Nach Ablauf der Minute können sie sich beim Füllhorn und in der Umgebung mit Ausrüstungsgegenständen versorgen. Diese Gegenstände können sowohl Waffen als auch Nahrung oder Medikamente sein. Da um diese Gegenstände vor allem zu Beginn besonders hart gekämpft wird, sterben viele Tribute schon im Startgemetzel rund um das Füllhorn.
Die gesamte Arena ist mit einem Kraftfeld umgeben, das die Tribute am Entkommen hindert. Wetter und unterschiedliche Spezialwaffen werden von den Spielmachern gesteuert; wenn diese und das Kapitol die Spiele zu langweilig finden, zwingen sie die Tribute durch verschiedene Eingriffe zum Kämpfen.
Für jeden toten Tribut wird eine Kanone abgeschossen und abends erscheint ein Bild des Verstorbenen am Himmel, sodass auch die noch lebenden Tribute wissen, wer getötet worden ist. Manche Tribute schließen sich zusammen und bilden Bündnisse. Außerdem gibt es die Karrieretribute (sie werden auch Karrieros genannt), die ihr ganzes Leben für die Hungerspiele trainiert wurden und sich dann freiwillig melden, um als Tribut anzutreten. Meistens sind sie so stark, dass sie auch gewinnen, allerdings gibt es auch einige Ausnahmen.

## Figuren
Katniss Everdeen
Katniss (engl.: Pfeilkraut) ist eine anfangs 16-Jährige aus Distrikt 12 und die Protagonistin der Geschichte. Sie tritt als weiblicher Tribut für ihren Distrikt in den 74. Hungerspielen in der Arena an. In der Geschichte Panems ist Katniss der erste Tribut aus Distrikt 12, der freiwillig an den Spielen teilnimmt. Dies tut sie, um ihre ursprünglich ausgeloste Schwester Primrose, auch Prim genannt, vor dem grausamen Schicksal der Tribute zu bewahren. Der gemeinsame Vater der beiden starb vor einigen Jahren bei einer Gasexplosion in den Kohlebergwerken, woraufhin ihre Mutter an schweren Depressionen erkrankte und für ihre Kinder kaum noch ansprechbar war. Somit war Katniss gezwungen, die Versorgung der Familie zu übernehmen und deren Überleben zu sichern. Regelmäßig erlegt sie im Wald mit ihrem besten Freund Gale Wild, um dieses auf dem Schwarzmarkt („Hob“) verkaufen zu können, denn dies ist neben der Käseproduktion durch Prims Ziege die einzige Einkommensquelle ihrer Familie. Der Name Katniss leitet sich von einer englischen Bezeichnung für das Pfeilkraut ab.
Peeta Mellark
Peeta wird zusammen mit Katniss als Tribut in die Arena geschickt. Er ist der Sohn des Bäckers in Distrikt 12 und ebenfalls 16 Jahre alt. Seit ihrer beider Einschulung ist er in Katniss verliebt. Im Alter von 11 Jahren rettete er Katniss und ihrer Familie das Leben, indem er absichtlich Brot anbrennen ließ und es ihr hinwarf, obwohl es ihm verboten war.
Gale Hawthorne
Gale ist der beste Freund von Katniss und zwei Jahre älter als sie. Die beiden lernten sich kennen, während sie im Walde wilderten. Sein Vater starb beim selben Bergwerksunglück wie Katniss’ Vater; auch Gale muss seine Familie alleine ernähren. Im zweiten Band erfährt man, dass auch Gale in Katniss verliebt ist.
Primrose Everdeen
Primrose (Prim, engl.: Primel) ist Katniss’ zwölfjährige Schwester. Eigentlich wurde sie für die 74. Hungerspiele ausgelost, doch um sie zu schützen, tritt Katniss an ihre Stelle. Durch ihre Mutter, die Apothekerin und Heilerin ist, hat Primrose ein großes medizinisches Fachwissen. Sie sorgt sich stets sehr um Katniss und besitzt eine Ziege namens Lady, die sie von Katniss geschenkt bekommen hat, sowie einen Kater namens Butterblume. Primrose ist das englische Wort für Primel.
Haymitch Abernathy
Haymitch ist für die Hungerspiele der Mentor von Katniss und Peeta. Er gewann mit Hilfe eines Kraftfeldes die 50. Hungerspiele, das zweite Jubel-Jubiläum, und versucht seitdem, die Erinnerungen an seine eigenen Spiele mit Alkohol zu betäuben. Deshalb trifft man ihn meistens betrunken an. Für die Zeit in der Arena verspricht er, halbwegs nüchtern zu bleiben, um Katniss und Peeta zum Sieg zu verhelfen.
Rue
Rue ist Katniss’ zwölfjährige Verbündete (aus Distrikt 11), die sie stark an ihre Schwester Prim erinnert. Sie wird vom Jungen aus Distrikt 1 (Marvel) umgebracht (während sie stirbt, singt Katniss für sie). Nach ihrem Tode bestattet Katniss sie mit Blumen, die sie schnell sammelt, bevor die Leiche abtransportiert wird. Das Ganze soll ein stiller Gruß an Distrikt 11 sein, worauf dieser sich mit einem Brot aus dem Distrikt für Katniss erkenntlich zeigt. Rue ist das englische Wort für die Weinraute.
Cinna
Cinna ist Katniss’ Stylist während der Hungerspiele. Katniss und er werden gute Freunde; sie vertraut ihm und ist ihm dankbar für alles, was er für sie tut. Er ist der erste Mensch im Kapitol, den sie nicht verachtet. Ohne seine Outfits wäre Katniss bei den Bewohnern des Kapitols niemals so beliebt geworden. Er ist auch derjenige, der sie durch seine Outfits zu Katniss – Das Mädchen, das in Flammen steht gemacht hat. Ohne die Unterstützung von Cinna wären Peeta und Katniss nicht so populär geworden. Er wird ermordet, nachdem er seine Allianz zur Rebellion öffentlich macht.
Effie Trinket
Effie ist Katniss’ und Peetas Betreuerin. Sie trägt immer eine Perücke in einer knalligen Farbe und dazu passendes Make-up. Gale und Katniss ahmen sie gerne nach; die beiden finden den Kapitolakzent bei ihr übertrieben, wie alles im Kapitol. Effie macht sich aber immer Sorgen um Katniss und Peeta, und Katniss findet sie dann doch sympathisch, auch wenn sie immer noch alles, was etwas mit dem Kapitol zu tun hat, verachtet.
Präsident Coriolanus Snow
Präsident Snow ist der Präsident Panems, ein alter Mann mit schneeweißen Haaren, der Katniss an eine Schlange erinnert. Seine Herrschaft ist sehr streng und diktatorisch. Die Spiele sind für ihn das Herzstück Panems, weshalb er sich nie einen Teil dieser entgehen lässt.
Präsidentin Alma Coin
Präsidentin Coin ist die Präsidentin des für ausgelöscht gehaltenen Distrikt 13 und Mitbegründerin der Rebellion. Sie ist eine intelligente, kämpferische und zugleich herrschsüchtige Frau, mit der Katniss von Anfang an nicht zurechtkommt. Mit ihrem zeitweise sehr autoritären Führungsstil ist sie nicht besser als Snow. So lässt sie Bomben auf Kinder und helfende Ärzte fallen, nur um das sowieso schon feststehende Ende des Krieges zu beschleunigen. Aus diesem Grund tötet Katniss sie mit einem eigentlich für Präsident Snow vorgesehenen Pfeil.

## Handlung der Romane

### Trilogie

#### Tödliche Spiele
Die 16-jährige Katniss Everdeen aus Distrikt 12 nimmt den Platz ihrer jüngeren Schwester Primrose bei den 74. Hungerspielen ein. Zusammen mit Peeta Mellark soll sie gegen 22 weitere Tribute in einer Arena auf Leben und Tod kämpfen, sodass nur einer der insgesamt 24 Tribute übrigbleibt. Doch die Situation verkompliziert sich noch weiter, als Peeta in einem Interview seine Liebe zu Katniss gesteht. Ihr Mentor Haymitch Abernathy, der die 50. Hungerspiele gewonnen hat, verlangt von den beiden, dass sie in der Öffentlichkeit das verliebte Pärchen spielen. Doch zu Beginn der Hungerspiele verliert Katniss Peeta aus den Augen und findet ihn später schwer verletzt wieder. Zusammen kämpfen sie dann gegen die anderen Tribute, bis nur noch die beiden übrig sind. Obwohl zuvor eine Regeländerung stattfand, die besagte, dass es zwei Sieger geben würde, falls die letzten beiden aus demselben Distrikt stammen, wird diese Änderung nachträglich zurückgenommen. Da sich Katniss und Peeta nicht gegenseitig umbringen wollen, beschließen sie, mithilfe einer List zu überleben. Also geben sie vor, giftige Beeren zu essen, um einen Suizid vorzutäuschen. Somit hätte das Kapitol keinen Sieger, was schlecht für dessen Reputation wäre, weil es keinen Sieger präsentieren könnte.
Dadurch sieht sich Seneca Crane, der oberste Spielmacher, dazu gezwungen, Katniss und Peeta zu den Siegern der 74. Hungerspiele zu krönen. Später muss Katniss von Haymitch erfahren, dass das Kapitol, im Besonderen Präsident Snow, nicht begeistert von Katniss’ Idee zum Selbstmord war.
Später erfährt man, dass Crane sterben musste, weil es ihm nicht gelang, Katniss zu eliminieren. Mit diesem Wissen provoziert sie – als eine Art Versöhnung anzusehen, dass sie dem barbarischen Spielleiter als ebenfalls lediglich Sklaven des Kapitols nachträglich Vergebung schenkt – dann Sponsoren, von welchen sie bereits in diesem Teil mit einer radikalen Aktion Aufmerksamkeit einforderte.

#### Gefährliche Liebe
Es sind sechs Monate vergangen, seit Katniss und Peeta bei den Hungerspielen waren. Katniss muss erkennen, dass ihr Handeln am Ende des ersten Bandes eine Kettenreaktion für die Rebellen in Panem ausgelöst hat. Auch Präsident Snow droht Katniss, dass er ihre Familie und Freunde umbringt, wenn sie nicht hilft, die Rebellen zu stoppen. Auf der Tour der Sieger erkennt Katniss, dass die Rebellion in einzelnen Distrikten schon begonnen hat. Als Peeta von Präsident Snows Erpressung erfährt, macht er ihr einen Heiratsantrag vor laufender Kamera, um allen in Panem zu zeigen, dass Katniss aus Liebe zu ihm gehandelt hat und nicht, um das Kapitol und die Distrikte in Aufruhr zu stürzen. Doch sie haben die Rechnung ohne den Präsidenten gemacht; dieser verkündet, dass zu den 75. Hungerspielen je zwei der ehemaligen Sieger, je ein männlicher sowie ein weiblicher, aus jedem Distrikt ausgelost werden. Für Distrikt 12 müssen Katniss (als einziger weiblicher Sieger jemals von vornherein gesetzt) und Peeta (ausgelost, einziger anderer Kandidat: Haymitch) ins Rennen. Katniss schwört sich, dass sie diesmal alles unternehmen wird, um Peetas Leben zu retten, auch wenn dies bedeutet, dass sie selbst sterben muss. Auf Haymitchs Drängen suchen sie sich Verbündete und finden welche, die ohne das Wissen von Katniss und Peeta für eine Widerstandsgruppe gegen das Kapitol kämpfen. Bevor die Spiele beginnen, muss Katniss mit ansehen, wie ihr Stylist Cinna – als Zeichen des Kapitols gegen ihren Widerstand – verprügelt wird. Als Katniss die Arena der Hungerspiele zerstört, wird sie mit einem Hovercraft nach Distrikt 13, welcher den anderen Distrikten als eliminiert dargestellt wird, befördert, der als Stützpunkt der Rebellion dient. Dort muss sie von Haymitch erfahren, dass Peeta vom Kapitol gefangen genommen wurde. Gale berichtet Katniss, dass Distrikt 12 nach den Hungerspielen durch Brandbomben zerstört wurde.

#### Flammender Zorn
Katniss befindet sich nach ihrer Befreiung aus der Arena in Distrikt 13, der offiziell nicht mehr existiert, aber in einem unterirdischen Bunkersystem angelegt wurde. Peeta Mellark konnte dagegen nicht von den Rebellen gerettet werden und befindet sich in Gefangenschaft des Kapitols. Katniss, die durch ihr Verhalten und ihre Taten in der Arena für viele Bewohner der Distrikte zur Symbolfigur des Widerstandes gegen Präsident Snow und das Kapitol wurde, hat sich in Distrikt 13 dazu bereit erklärt, zur offiziellen Ikone der Rebellion zu werden und durch professionalisierte Propaganda alle Distrikte für den Kampf zu mobilisieren und zu vereinen. Währenddessen erscheint Peeta in Propagandavideos auf Seiten des Kapitols. Dabei bleibt zunächst unklar, ob er wirklich auf ihrer Seite steht oder ob er mittels psychologischer Konditionierung und Folter dazu gezwungen wurde. Als Peeta jedoch in einer Live-Video-Übertragung aus dem Kapitol vor einem bevorstehenden Luftangriff auf Distrikt 13 warnt, wird klar, dass er das Kapitol nicht freiwillig unterstützt. Nachdem es gelungen ist, Peeta und einige andere Gefangene aus dem Kapitol zu befreien, stellt sich heraus, dass Peeta durch ein Nervengift psychisch angeschlagen ist. Katniss wird militärisch ausgebildet und zusammen mit einer militärischen Einheit und einem Kamerateam zum Kapitol geschickt, um fingierte Angriffe zu filmen. Bei diesen Aufnahmen wird eine Kettenreaktion ausgelöst, weshalb die Gruppe in den Untergrund des Kapitols flüchten muss. Nach den dortigen Kämpfen gelangt Katniss zum Präsidentenpalast, wo die Rebellen das Kapitol besiegen. Als sie Präsident Snow in einer offiziellen Zeremonie exekutieren soll, entscheidet sie sich, stattdessen Coin, die Präsidentin von Distrikt 13, zu töten, da diese den Mord an ihrer Schwester Prim und anderen Rebellen-Sanitätern angeordnet hat, die unschuldigen Kapitolbewohnern helfen wollten. Ferner will Katniss damit verhindern, dass die neue Präsidentin eine ähnliche Diktatur aufbaut wie diejenige, die von Snow errichtet und nun durch die Revolution vernichtet wurde. Präsident Snow hatte ihr nämlich nach seiner Festnahme durch die Rebellen mitgeteilt, dass Coin plante, selbst auf seinen Thron zu gelangen, und dazu in einer Art Intrige ihn gegen Katniss ausspielen wollte. Dennoch stirbt Präsident Snow an inneren Blutungen. Nach einer Gerichtsverhandlung kehrt Katniss nach Distrikt 12 zurück und Peeta folgt ihr einige Zeit später. Die beiden sind im Epilog ein Paar und haben zwei Kinder.

### Prequels

#### Das Lied von Vogel und Schlange
Das Prequel erzählt die Vorgeschichte von Präsident Snow, beginnend bei den 10. Hungerspielen.

#### Der Tag bricht an
Protagonist des zweiten Prequels ist Haymitch Abernathy. Es beginnt am Morgen der Ernte der 50. Hungerspiele, die auch als zweites Jubel-Jubiläum bekannt sind, in denen doppelt so viele Tribute antreten müssen.

## Vorbilder
Die Autorin nannte den griechischen Mythos von Theseus und dem Minotauros als Vorbild für die Trilogie.
Die historische Persönlichkeit Spartacus sei eine wesentliche Quelle für die Figur der Katniss gewesen.

## Geschlechterrollen in Panem
Offensichtlich gibt es in Panem vergleichsweise wenig Unterschiede zwischen den Geschlechterrollen: Auch Frauen arbeiten im Bergwerk, die Spielemacher gehören beiden Geschlechtern an und bei den Tributen gelten für beide Geschlechter dieselben Normen und Bedingungen. Nur einige wenige Stellen sind ausdrücklich auf die Geschlechtszugehörigkeit bezogen; das einzige Sexsymbol ist keine Frau, sondern Finnick, der von Präsident Snow zur Prostitution gezwungen wird. Die weibliche Figur, die dem traditionellen Rollenverständnis entspricht, ist Prim: Sie ist nach einer Blume benannt, kichert, plaudert, ist einfühlsam und auch Tieren gegenüber fürsorglich. Sie widmet sich der Krankenpflege und wird am Ende zu einem Opfer.
Katniss selbst wird als androgyne, kämpferische, verantwortungsvolle, schmerz-unempfindliche, den Lebensunterhalt für ihre Familie verdienende, autarke Amazone dargestellt. Katniss hat ausdrücklich keinen Kinderwunsch. Vor allem aber hat Katniss keine ebenbürtige weibliche Vertrauensperson, keine Freundin: alle ihre ebenbürtigen Bezugspersonen, mit denen sie diskutiert, sind Männer: Gale, Peeta, Haymitch, Cinna, Finnick, Plutarch. Zudem gibt es in allen drei Büchern keinen Sex und keine Vergewaltigung. Im letzten Buch wird geschildert, dass Katniss Mutter von zwei Kindern ist.
An den Stylisten Venia und Octavia zeigt sich die fließende Einstellung des Kapitols zu den Geschlechterrollen: Venia hat tätowierte Augenbrauen, Octavias Körper ist gefärbt, Modetrends wurden hier in Körpertrends verwandelt. Es handelt sich hier nicht um temporäre Verschönerungen der Oberfläche, sondern um Schönheitsoperationen, die an der Tagesordnung sind, wie Katniss’ Bemerkung zeigt, Caeser Flickermann sehe schon seit 40 Jahren gleich aus. Zwar empfindet Katniss diese Menschen als oberflächlich und künstlich, aber in der in Panem herrschenden Kultur werden körperliche Transformationen als Mittel zur Identitätsformung gesehen. Männer und Frauen unterwerfen sich hier denselben Regeln.
Cinna, der androgyne Stylist, ist im ersten Band des Romans diejenige Figur, die den Aufstand erst möglich macht: Er verweiblicht Katniss, damit sie eine erfolgreichere Rebellin werden kann.

## Kritik
Die Tribute von Panem wird wegen Ähnlichkeiten zum japanischen Roman Battle Royale kritisiert, der ebenfalls verfilmt wurde. Der Schriftsteller John Green lobte das Werk für seine brillante Handlung und das richtige Tempo, führte jedoch aus, die Prämisse des Romans sei praktisch identisch mit der von Battle Royale.
Die New York Times schrieb 2011, dass „die Parallelen dermaßen stark seien, dass Collins’ Werk in der Blogsphäre auch als ungeschminktes Plagiat bezeichnet wird.“
Die Reality-TV-Landschaften ähnelten laut Stephen King neben Battle Royale zudem seinen eigenen Büchern Menschenjagd und Todesmarsch.
Laut der American Library Association wurde in manchen Institutionen teilweise erfolgreich versucht, The Hunger Games zu verbieten, da sie als „unsensibel, anstößig, gewalttätig, familienfeindlich, unmoralisch und okkult/satanisch“ gelten. Im Jahr 2014 wurden „eingefügte religiöse Ansichten“ als weiterer Grund hinzugefügt. Die Liste verbotener Bücher wird ständig erweitert und The Hunger Games rangierte 2016 auf Platz fünf der von der American Library Association veröffentlichten Liste. Im Jahr 2022 gab es in den USA kontinuierliche Versuche Bücher in bestimmten Einrichtungen zu verbieten. Auch in anderen Ländern wurden Verbote ausgesprochen. In Vietnam wurde das Buch aufgrund der Ähnlichkeiten zwischen den Ereignissen im Buch und der realen Geschichte verboten. In Thailand wurde das Verbot damit begründet, dass das Buch und die dazugehörige Filmreihe zu einem politischen Statement wurde.

## Auszeichnungen
Die Tribute von Panem – Tödliche Spiele wurde im Jahr 2009 mit dem Buxtehuder Bullen ausgezeichnet und erhielt 2010 beim Deutschen Jugendliteraturpreis den Preis der Jugendjury in der Altersgruppe zwischen 14 und 15 Jahre.
In der Kategorie „Beste Interpretin“ wurde Maria Koschny für den Deutschen Hörbuchpreis 2012 nominiert (Die Tribute von Panem – Flammender Zorn).
Die Romantrilogie Die Tribute von Panem wurde mit dem Teen Choice Award 2012 in der Kategorie Choice Other: Book ausgezeichnet.

## Verfilmungen
Insgesamt wurden fünf Filme gedreht, wobei der dritte Band in zwei Filme aufgeteilt wurde. Die folgende Liste bietet einen Überblick über die Filme. Sie alle basieren auf der Vorlage von Suzanne Collins.
| Nr.                                | Titel                                                      | Regie                              | Premiere                           | Einspielergebnis in US-Dollar | Budget in US-Dollar | Quelle |
| ---------------------------------- | ---------------------------------------------------------- | ---------------------------------- | ---------------------------------- | ----------------------------- | ------------------- | ------ |
| 1                                  | Die Tribute von Panem – The Hunger Games                   | Gary Ross                          | 12. März 2012                      | 694.394.724                   | 078 Mio.            | [ 18 ] |
| 2                                  | Die Tribute von Panem – Catching Fire                      | Francis Lawrence                   | 11. November 2013                  | 865.011.746                   | 130 Mio.            | [ 19 ] |
| 3                                  | Die Tribute von Panem – Mockingjay Teil 1                  | Francis Lawrence                   | 10. November 2014                  | 755.356.711                   | 125 Mio.            | [ 20 ] |
| 4                                  | Die Tribute von Panem – Mockingjay Teil 2                  | Francis Lawrence                   | 4. November 2015                   | 653.428.261                   | 160 Mio.            | [ 21 ] |
| 5                                  | Die Tribute von Panem – The Ballad of Songbirds and Snakes | Francis Lawrence                   | 16. November 2023                  | 338.116.382                   | 100 Mio.            | [ 22 ] |
| Gesamt: (Stand: 26. November 2023) | Gesamt: (Stand: 26. November 2023)                         | Gesamt: (Stand: 26. November 2023) | Gesamt: (Stand: 26. November 2023) | 3.306.307.824                 | 593 Mio.            | [ 23 ] |

## Parodien
- Die Pute von Panem – The Starving Games
- The Hungover Games
- Die Trantüten von Panem – Die gefährliche Hunger-Games-Parodie

## Hörbücher
- Suzanne Collins: Die Tribute von Panem – Tödliche Spiele. Oetinger Audio, 2010, gelesen: Maria Koschny, ISBN 978-3-8373-0515-9.
- Suzanne Collins: Die Tribute von Panem – Gefährliche Liebe. Oetinger Audio, September 2010, gelesen: Maria Koschny, ISBN 978-3-8373-0532-6.
- Suzanne Collins: Die Tribute von Panem – Flammender Zorn. Oetinger Audio, März 2011, gelesen: Maria Koschny, ISBN 978-3-8373-0560-9.
- Suzanne Collins: Die Tribute von Panem – Das Lied von Vogel und Schlange. Oetinger Audio, Mai 2020, gelesen: Uve Teschner, ISBN 978-3-8373-6705-8.